# Musée de la technique et de l'industrie

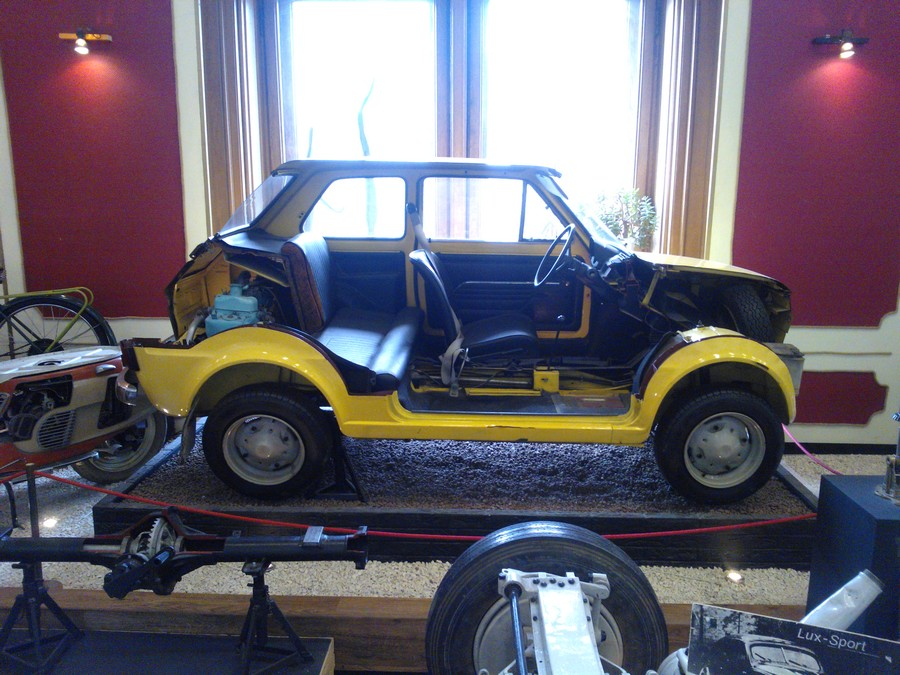
Coupe d'une Fiat 126P

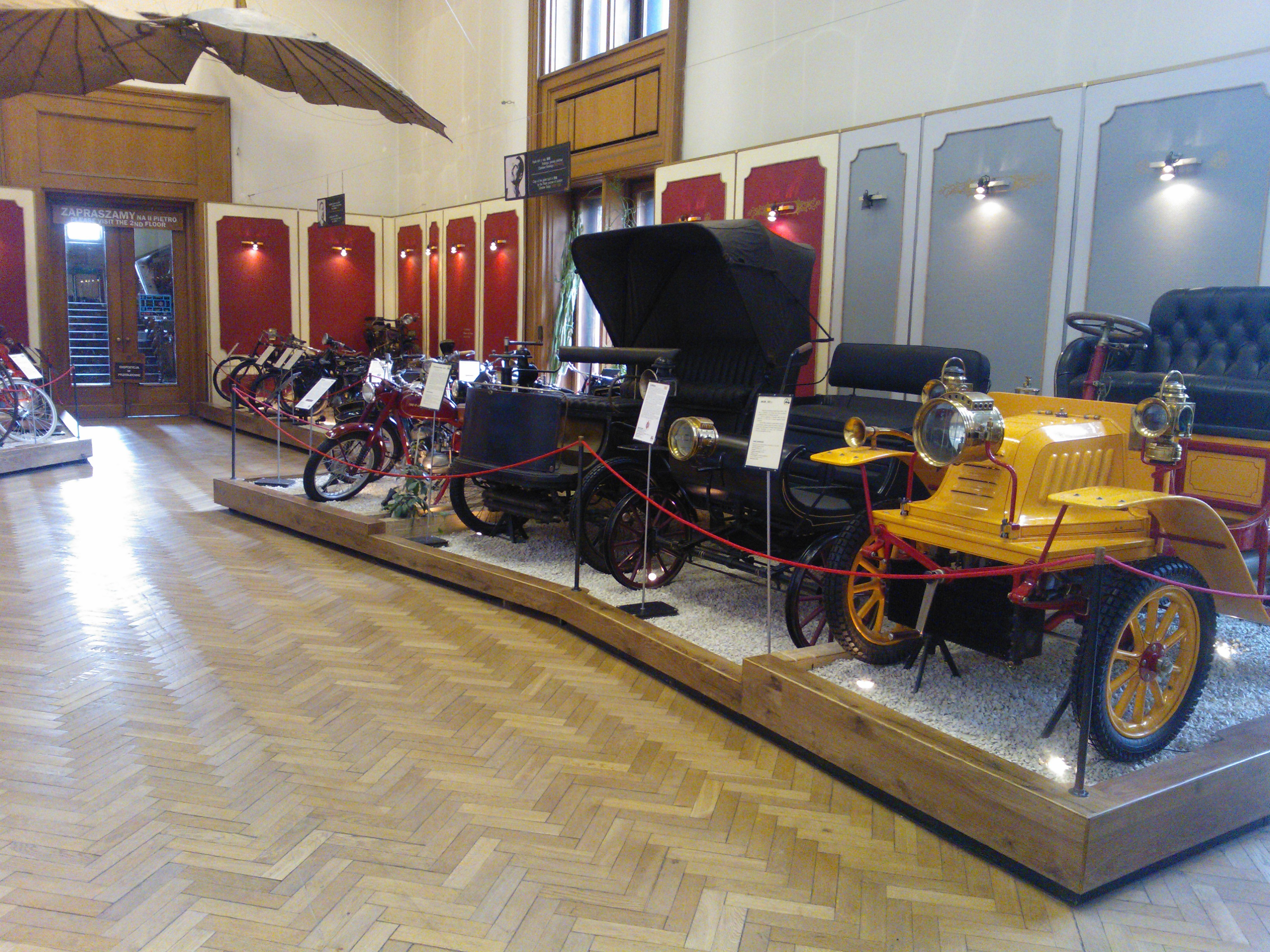
Salle de transport

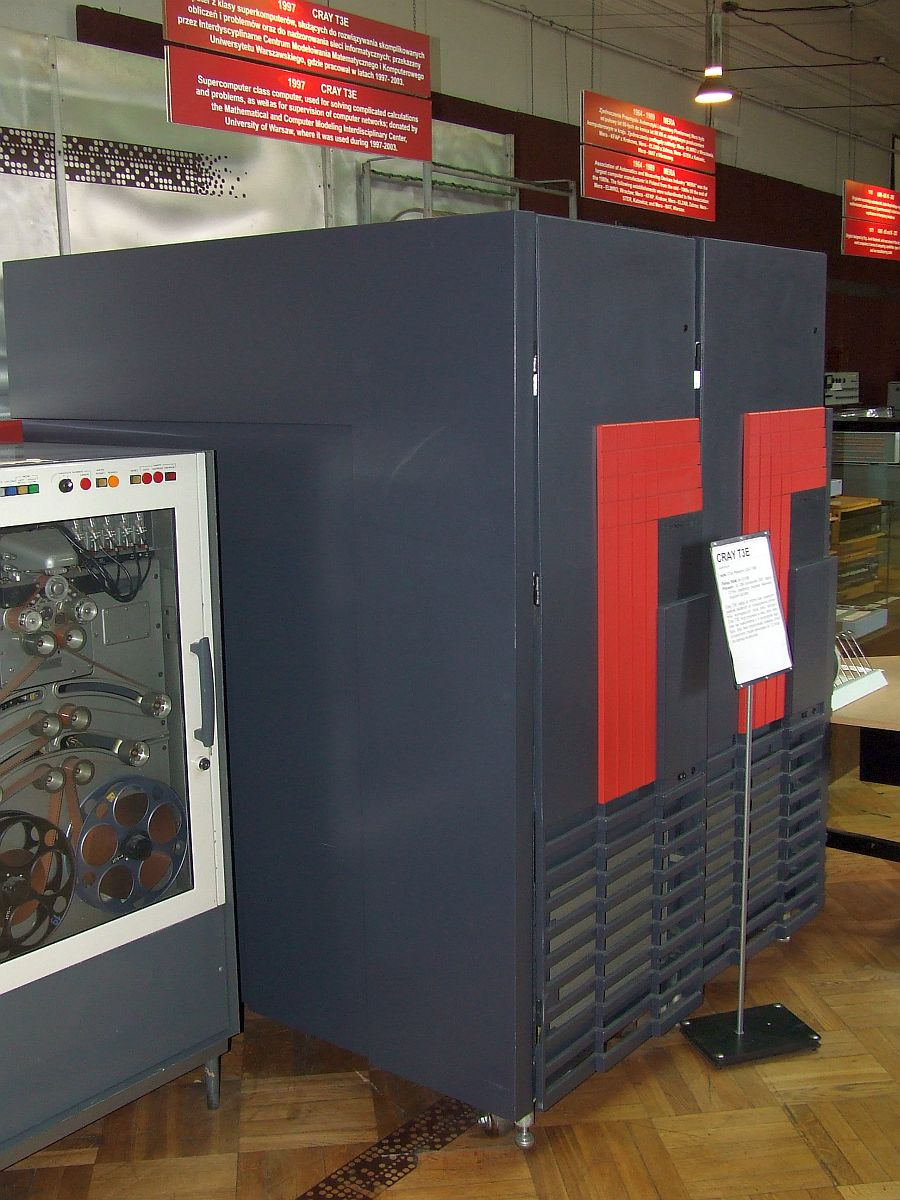
Superordinateur Cray T3E

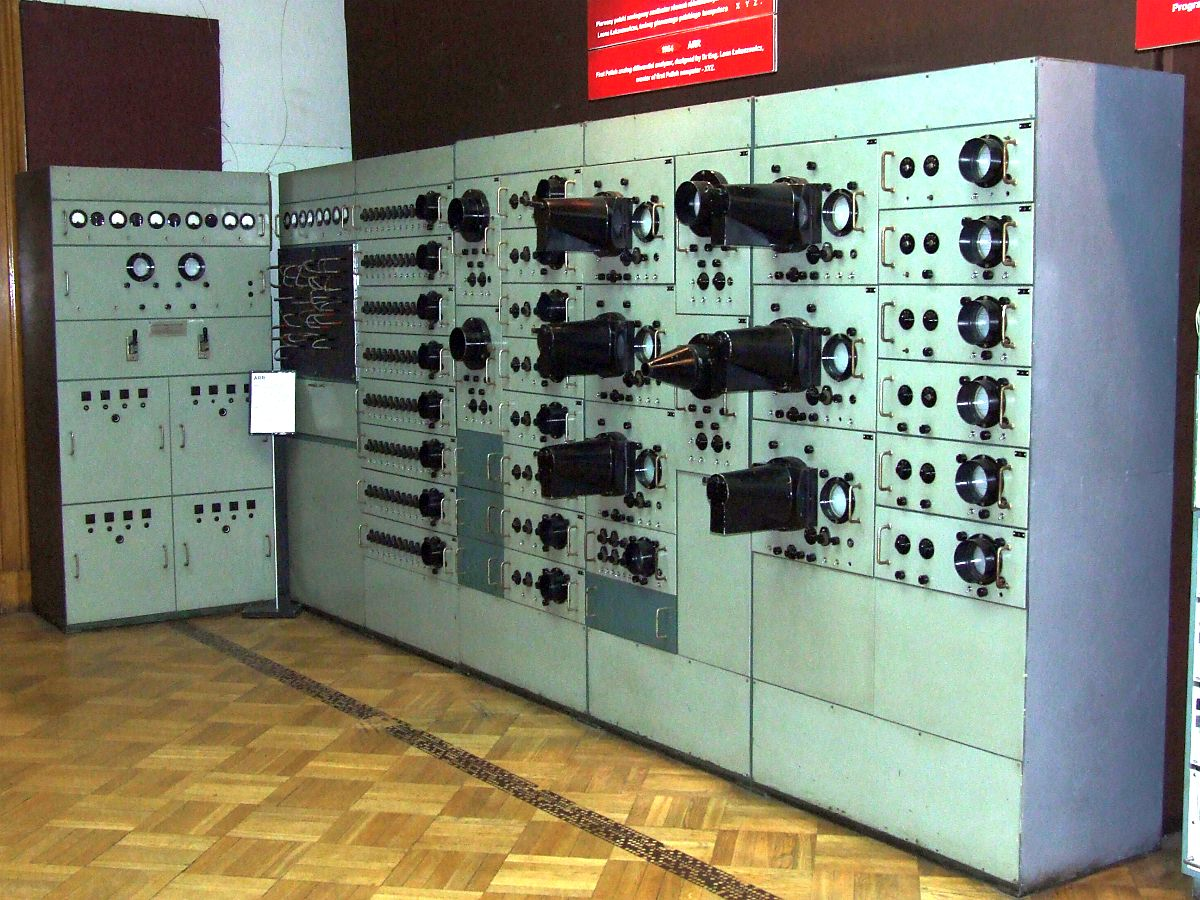
Analyseur différentiel

Le Musée de la technique et de l'industrie est un musée consacré à l'histoire de la technique. C'est le plus grand musée de ce genre en Pologne. Il se situe au palais de la culture et de la science à Varsovie.

## Histoire
En 1875 à Varsovie le prince Jan Tadeusz Lubomirski, le comte Józef Zamoyski, Jakub Natanson et K. Dietrich créent le Musée de l'industrie et de l'agriculture situé au Palais de Krasiński.
En 1929 est fondé le Musée de la Technique et de l'industrie localisé à Krakowskie Przedmieście (faubourg de Cracovie). Il a été organisé par l'ingénieur Kazimierz Jackowski qui a également été son directeur jusqu'à sa mort en avril 1940 lors du massacre de Katyń. En conséquence de la Seconde Guerre mondiale la collection du musée est dispersée et il cesse d'exister.
Le musée n'est réactivé qu'en 1952 à la suite du 2e Congrès des techniciens polonais. Depuis 1955 son siège se situe au palais de la culture et de la science à Varsovie. Sa première exposition a été intitulée: "Progrès technique au service de l'humanité".

### Activité
Le musée organise des expositions permanentes et temporaires et expose des collections dans le domaine de l'histoire des techniques et de son développement. Une de ses activités consiste à protéger des monuments historiques. Sa mission consiste également à la popularisation de la science et de la technique. Par ailleurs le musée mène des activités éducatives pour les jeunes et abrite une bibliothèque ainsi qu'un cinéma dédié à la science.

### Expositions permanentes
- transport
- motocyclettes polonaises
- boîtes à musique
- machines à imprimer
- exploitation des mines
- sidérurgie
- énergie renouvelable
- astronomie
- radiotechnique
- communication
- ordinateurs
- physique intéressante
- ménage
- fille en verre

## Collection
Parmi les objets exposés au musée on peut apprécier:
- un aeroscope - première caméra au monde construite par Kazimierz Prószyński[2]
- une machine à calculer - construite en 1845 par un horloger de Varsovie, Izrael Abraham Staffel
- le deltaplane de Tański - premier planeur polonais construit en 1895 par Czesław Tański
- un deltaplane construit par Otto Lilienthal
- le châssis du prototype de la limousine polonaise Lux-Sport
- l'ordinateur AKAT-1 construit par Jacek Karpiński en 1959
- l'ordinateur K-202 construit par Karpiński
- l'ordinateur Odra 1305
- une machine de chiffrement Enigma

### Directeurs
- Janusz Ciążkowski (1955–1957)
- Alfred Wiślicki (1957)
- Czesław Ługowski (1957–1972)
- Jerzy Jasiuk (1972–2013)
- Edward Malak (2013–2015)
- Piotr Mady depuis le 1er avril 2015